# Erannis rufipennaria
Erannis rufipennaria är en fjärilsart som beskrevs av Fuchs 1899. Erannis rufipennaria ingår i släktet Erannis och familjen mätare. Inga underarter finns listade i Catalogue of Life.